# كورنيليس فان إيك
كورنيليس فان إيك هو قانوني وأستاذ جامعي وشاعر هولندي، ولد في 28 أكتوبر 1662 في آرنم في هولندا، وتوفي في 26 فبراير 1732 في Utrecht ‏ في هولندا.